# Jorge de Sena
Jorge (Cândido) de Sena (Lisboa, 2 de noviembre de 1919 - Santa Bárbara, California, 4 de junio de 1978) fue un poeta, crítico, ensayista, novelista, dramaturgo, traductor y profesor universitario portugués. 

## Trayectoria
Fue el hijo único de Augusto Raposo de Sena, natural de Ponta Delgada y comandante de la marina mercante, y de Maria da Luz Grilo de Sena, natural da Covillana ama de casa. Ambas familias eran de la alta burguesía: la paterna, de militares y altos funcionarios; la materna, de comerciantes ricos de Oporto.
Licenciado en Ingeniería Civil, se dedicó a la carrera de escritor, e intervino en los terrenos político, pedagógico y cultural. Tuvo un posicionamiento político libre y denunciador de injusticias, que le acarreó persecuciones durante la dictadura salazarista. Se exilió en Brasil en 1959 y, posteriormente en los Estados Unidos en 1965, donde fue profesor, allí falleció en 1978.
Sus restos mortales fueron trasladados al "Cemitério dos Prazeres" en Lisboa el 11 de septiembre de 2009, después de la ceremonia de homenaje en la Basílica de la Estrella, en la misma ciudad, con la presencia del entonces Primer-Ministro José Sócrates.
Jorge de Sena fue, sin duda, uno de los mayores intelectuales portugueses del siglo XX. Tiene una vasta obra de ficción, drama, ensayo y poesía. Su obra literaria más famosa es la novela autobiográfica Sinais de Fogo, que fue adaptada al cine en 1995 por Luís Filipe Rocha.

## Obra
Poesía
- Perseguição (1941)
- Coroa da Terra (1947)
- Pedra Filosofal (1950)
- As Evidências (1955)
- Fidelidade (1958)
- Metamorfoses (1963)
- Arte de Música (1968)
- Peregrinatio ad Loca Infecta (1969)
- Exorcismos (1972)
- Conheço o Sal e Outros Poemas (1974)
- Poesia I (1977)
- Poesia II (1978)
- Poesia III (1978)
- Visão Perpétua (1982, póstumo)
- Dedicácias (1999, póstumo)

Prosa
- Andanças do Demónio (1960)
- Novas Andanças do Demónio (1966)
- Os Grão-Capitães (1976)
- O Físico Prodigioso (1977)
- Sinais de Fogo (1979, póstumo)
- Génesis (1983, póstumo)

Drama
- O Indesejado (1951)
- Ulisseia Adúltera (1952)
- O Banquete de Dionísos (1969)
- Epimeteu ou o Homem Que Pensava Depois (1971)

Ensayos
- Da Poesia Portuguesa (1959)
- O Poeta é um Fingidor (1961)
- O Reino da Estupidez (1961)
- Uma Canção de Camões (1966)
- Os Sonetos de Camões e o Soneto Quinhentista Peninsular  (1969)
- A Estrutura de Os Lusíadas e Outros Estudos Camonianos e de Poesia Peninsular do Século XVI (1970)
- Maquiavel e Outros Estudos (1973)
- Dialécticas Aplicadas da Literatura (1978)
- Fernando Pessoa & Cia. Heterónima (1982, póstumo)

## Traducciones
- Antología poética, Calambur Editorial, 2003, ISBN 978-84-96049-14-7
- El físico prodigioso, Edicións Xerais de Galicia, 1987 ISBN 978-84-7507-257-9
- Señales de fuego, Galaxia Gutenberg, 1998 ISBN 978-84-8109-177-9
- Sobre esta playa, Olifante Ediciones de Poesía, 1989

## Premios
- Prémio Internacional de Poesia Etna-Taormina
- Ordem do Infante D. Henrique
- Grã-Cruz da Ordem de Sant'iago, póstumo.
- En 1980, se inauguró el Jorge de Sena Center for Portuguese Studies, Universidad de California, en Santa Bárbara.

## El erotismo según Jorge de Sena
Para entender el espíritu libre e independiente de Jorge de Sena, son útiles los textos siguientes, extraídos del libro Máscaras de Salazar, de Fernando Dacosta (ed. «Casa das Letras», Lisboa, 2007): 
[...] la más completa libertad [debe] ser garantizada a todas formas de amor y de contacto sexual. Ninguna sociedad, donde quiera que sea, estará segura jamás mientras una iglesia, un partido o un grupo de ciudadanos hipersensibles puedan tener el derecho de gobernar la vida privada de alguien.
[Uno de los] placeres sexuales del ser humano siempre ha sido el de reprimir la sexualidad, la suya y la de los demás.
Defiendo todas formas de prostitución, como profesión protegida por la ley y controlada por los servicios de salud pública. Aunque eso pueda chocar a mucha gente, parece que, desde siempre, hubo machos y hembras cuyo talento en la vida y cuya vocación definida consisten en prestar su propio cuerpo. Y aquél o aquélla que se vende o aquél o aquélla que compra nada tiene que ver con capitalismo, sino con el derecho de cualquiera a disponer de sí mismo, (en acuerdo con otro) debe tener la protección de la ley contra redes de explotación, chantaje, etcétera.
Lo que dos personas (o un grupo de ellas) hacen entre sí, fuera de la vista de los demás, no falta el respeto a los demás, a menos que ellos vivan en la observación mórbida de imaginar (en una mezcla de horror y curiosidad, que los transforma en moralistas rabiosos) lo que hacen los otros. Y lo que hacen los otros no cambia para nada el equilibrio social.
[La pornografía puede ser] un placer para muchos y, a veces, el único de que pueden disfrutar, porque las personas de edad, solitarias, no atractivas, no encuentran nunca el zapato viejo para su pie enfermo. Una prostitución oficializada es una obra de caridad hacia los feos y los tímidos.
[Por que tendrán que ser] sólo los ricos y los más poseedores los que tengan acceso a la pornografía, ¿y los pobres no? Las clases más desprotegidas deberían tener su pornografía más barata, subvencionada por el gobierno, si el gobierno fuese al mismo tiempo inteligente y progresista en estas materias.
Somos [los portugueses] un país inmoral, un país depravado a ocultas. Sin embargo, fue eso lo que nos salvó de sumergirnos en las sombras horrendas del puritanismo. El puritanismo no forma parte de nuestra herencia cultural.
Mil veces la pornografía que la castración, la prostitución que la hipocresía. Si hay una cosa que debe ser sagrada, es el placer sexual entre personas mutuamente de acuerdo en darlo y recibirlo, o en negociarlo.
[Los adolescentes y los niños siempre han sabido] mucho más de lo que los adultos fingen que ellos saben. Raros habrán sido los jóvenes seducidos en su inocencia. En la mayor parte de los casos, es lo contrario que ocurre.
Si hay algo que debe ser sagrado es el placer sexual entre personas de acuerdo en disfrutarlo y compartirlo.